# Brian D'Arcy
Brian D'Arcy (* 1945) je severoirský katolický kněz, náležející ke kongregaci passionistů. Je kazatelem ve městě Enniskillen, napsal přes deset knih, publikuje v médiích. Za své liberální názory byl v dubnu 2012 za pontifikátu Benedikta XVI. Vatikánem kritizován, jeho příspěvky do médií od té doby podléhají oficiální cenzuře.

## Životopis
D'Arcy vyrostl v severoirském hrabství Fermanagh. Nejdříve chodil do školy křesťanských bratří v Omaghu, dále studoval na St. Michael's College v Enniskillenu, později na University College v irském Dublinu.
V září 1962, ve věku 17 let, zahájil D'Arcy noviciát v passionistickém klášteře v Enniskillenu. O rok později se přesunul do Mount Argus v Dublinu. Na kněze byl vysvěcen v prosinci 1969. V prvních letech svého kněžství se stal v Dublinu neoficiálním kaplanem lidí pohybujících se v prostředí showbusinessu.

## Názory
Otec D'Arcy v minulosti dal najevo názory, které se odlišovaly od oficiálních postojů církve např. v otázkách antikoncepce či povinného celibátu kněží. Je rovněž zastáncem kněžského svěcení ženatých mužů. Byl dále hlasitým kritikem způsobu vypořádání s případy sexuálního zneužívání v irské církvi.
Vzbudil tak obavy vatikánské Kongregace pro nauku víry. Od dubna 2012 musí jeho příspěvky do médií, ať psané či vysílané, procházet kontrolou cenzora.

## Ocenění
V roce 2009 získal D'Arcy za podporu náboženského porozumění od univerzity v Ulsteru čestný titul Doctor of Letters (DLitt).

## Dílo
- A Little Bit of Religion
- A Little Bit of Healing